# G-Eazy
Джеральд Ерл Гіллум (англ. Gerald Earl Gillum; нар. 24 травня 1989, Окленд, Каліфорнія) — американський репер, автор пісень і продюсер, відомий під сценічним псевдонімом G-Eazy.

## Біографія
Народився 24 травня 1989 року в Окленд, Каліфорнія, США. Його батько є професором мистецтв у Каліфорнійському державному університеті в Фресно, а мати — художник і вчитель. Окрім того, родина Гіллум має українське походження[джерело?]. Коли Джеральд навчався у першому класі, його батьки розлучилися. Гіллум переїхав разом із бабусею та дідусем у Берклі, штат Каліфорнія. Пізніше вони переїхали до Північного Окленда, проте, Джеральд продовжував відвідувати школу в Берклі. Після закінчення середньої школи, Джеральд переїхав до Нового Орлеана, де вступив до Університету Нового Орлеана. Під час навчання записався на курси з маркетингу, виробництва та бізнесу. 2011 року Джеральд закінчив університет зі ступенем бакалавра в галузі музичних досліджень.

## Кар'єра
23 червня 2014 року світ побачив його дебютний альбом  «These Things Happen», випущений одним із мейджор-лейблів. Альбом посів третю сходинку на Billboard 200. 4 грудня 2015 року вийшов його другий альбом  When It's Dark Out, який містив сингл  «Me, Myself & I», що ввійшов у першу десятку Billboard Hot 100. Вихід його третього студійного альбому — «The Beautiful & Damned» — відбувся 15 грудня 2017 року.

## Дискографія
- The Epidemic LP (2009)
- «Must Be Nice »[en] (2012)
- «These Things Happen»[en] (2014)
- When It's Dark Out[en] (2015)
- «The Beautiful & Damned» (2017)